# رومرشتاین
رومرشتاین (به آلمانی: Römerstein) یک شهر در آلمان است که در رویتلینگن واقع شده‌است.